# Presa canario
El presa canario es una raza de perro de presa española de gran tamaño, poderoso y resistente, originaria de las Islas Canarias. El perro de presa canario se considera, según una ley del Gobierno de Canarias, el símbolo natural de la isla de Gran Canaria, conjuntamente con el cardón. La funcionalidad tradicional es el manejo de ganado bravo o semibravo, así como para guarda de  ganado  frente a cualquier tipo de depredador. También se suele emplear como perro de diente para la sujeción de especies de caza mayor.

## Historia
A los pocos años de concluida la conquista del Archipiélago Canario, se hace referencia en los Cedularios del Gobierno de Canarias a su acuerdo de 5 de febrero de 1526, en el cual y a la vista de los daños ocasionados por los perros en ganados mayores y menores, se ordena el exterminio de los mismos, a excepción de la pareja que se admite a los carniceros para su servicio, y se encomienda tal acción a don Pedro Fernández de Lugo, que posee dos perros de presa amaestrados para matar animales. 
A través del siglo XVI y XVII, son numerosísimas las alusiones y citas que con relación al perro de presa de las Islas Canarias, se hace en la rica documentación histórica que sigue a la Conquista, especialmente en los nombrados Cedularios de los Cabildos, y si bien en ningún momento, se hace descripción del biotipo de estos perros, si se explica la función que desarrollan. Las misiones del perro de presa son esencialmente de guarda y de brega con el ganado vacuno; se cita con frecuencia su servicio a los carniceros, para sojuzgar el ganado vacuno o atado si es de presa. 
Su función nos determina, por tanto, una morfología robusta, propia de un moloso de presa, pero con agilidad y empuje. 
Las islas Canarias, dada su estratégica ubicación geográfica en el Atlántico, siempre han constituido el alto obligado, el repostadero hospitalario de la ruta americana. A las islas arribaron desde siempre, por tal circunstancia, las varias razas hispanas que poblaron el Nuevo Continente, esencialmente de caza, rastro y presa, de las que España disponía generosamente. 
Concretamente, la raza de presa española, el presa español, en sus variedades de moloso pesado o dogo y moloso ligero o alano, tan utilizados en la conquista de América, aportaron corrientes de sangre al perro de presa existente en Canarias. 
A lo largo del siglo XVIII, la presencia de colonos ingleses, es cada vez más frecuente en el archipiélago, normalmente comerciantes que residen temporal o permanentemente en Canarias. 

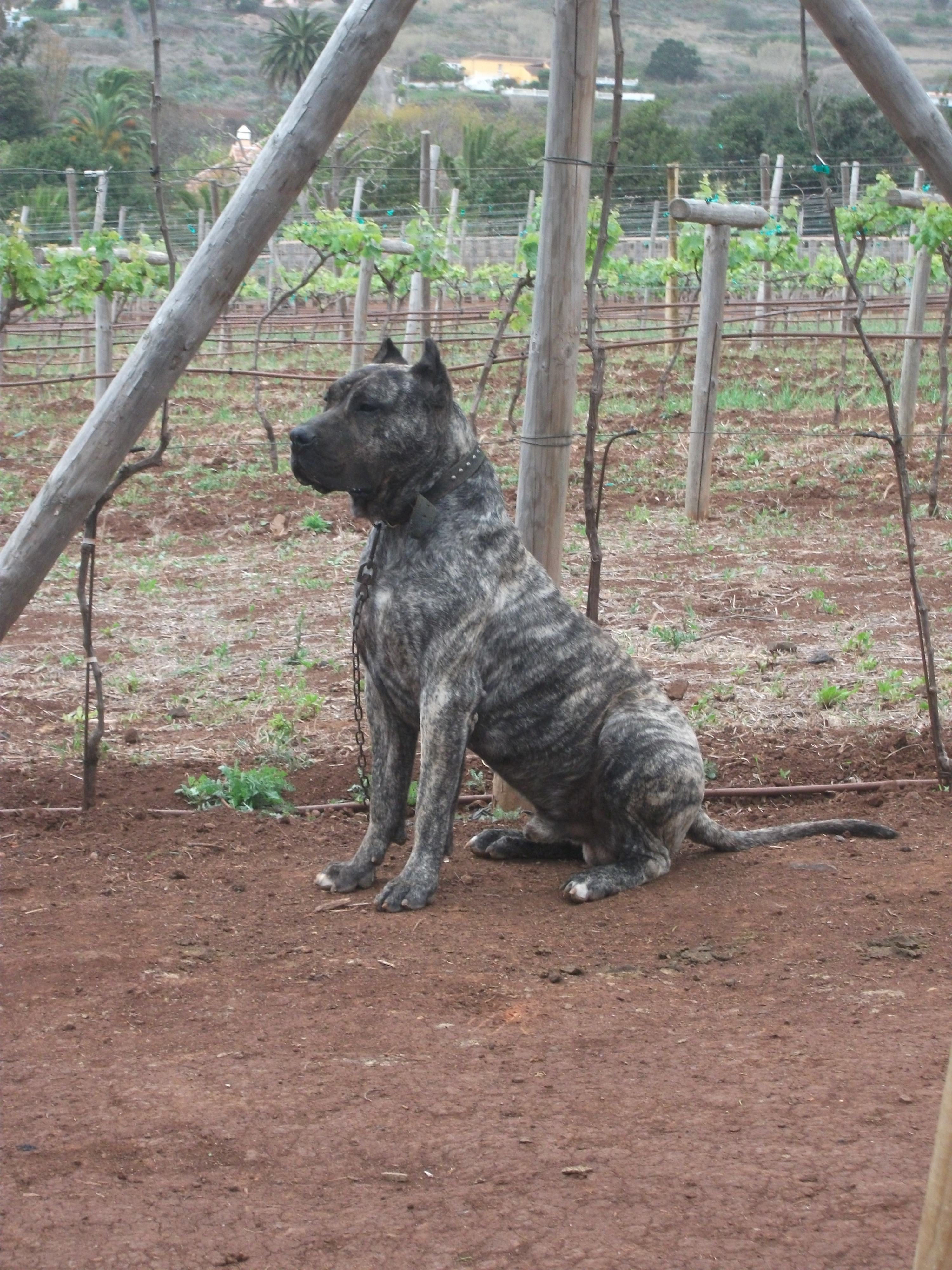
Presa macho.

El carácter británico y sus tradiciones deportivas relacionadas con el perro como combatiente, a que eran tan aficionados, llegan a las Islas. Para los combates utilizaban normalmente sus típicos perros gladiadores, tipo bulldog y bullterrier, que traen desde su país. 
Esta afición inglesa a la lucha de perros, se identifica plenamente con el carácter isleño, de talante combativo, aptitud que se repite en el archipiélago balear con sus Ca de Bou o perro de presa mallorquín o en el Japón con los Tosa Inu como perro de pelea nacional. 
Se plantea, por tanto, en la población de presa de las Islas, determinadas modificaciones morfológicas. No solamente se piensa en un perro de presa que desarrolle una correcta labor como guardián o como boyero, sino que además debe poseer buena disposición para la lucha. 
Independientemente de esta situación, tenemos que considerar la existencia en Canarias del bardino o majorero, oriundo de la isla de Fuerteventura y muy difundido por todo el archipiélago. Este perro de brega, dedicado especialmente al manejo del ganado cabrío y excelente guardián, une a estas condiciones, una gran resistencia física, sobriedad, ladrido escaso y una dentición extraordinaria al servicio de un coraje insobornable. El bardino o majorero fue introducido, por su excelentes condiciones mejorantes, en los cruces que originaron el tipo Presa que fue surgiendo como consecuencia de la influencia inglesa. Su corriente genética determina en el presa canario gran parte de su típica expresión, su característica capa bardina de tonalidad atigrada verdosa, por eso popularmente se le nombra como verdino, su pelo rústico y su buena disposición para la lidia con el ganado. 

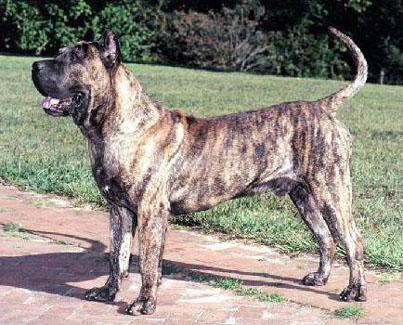
Dogo canario.

Avanzado el siglo presente la afición a los combates va en aumento. Se pelea libremente y se establecen cuadras donde se reúnen y seleccionan los ejemplares por sus mejores condiciones para la lucha, no por sus características raciales. Esta situación determinó la selección del presa canario, desde un punto de vista netamente funcional. Es decir, que siempre constituyó una agrupación étnica con magníficas condiciones que desde muy antiguo desarrolló en las Islas, pero jamás se trató de establecer un fenotipo que nos diera su verdadera identidad. 
Una vez decretada la prohibición de las peleas en España, el Presa Canario va declinando, situación que agrava la invasión de razas foráneas en las Islas, hasta llegar a una fase de casi extinción hacia 1960.
Fue a partir de 1970 cuando se inicia su recuperación. Su resurgimiento es lento pero ininterrumpido. El interés del presa canario, como parte del Patrimonio Autóctono de las Islas Canarias es generalizado, si bien no se plantea aún el programa de selección y mejora imprescindible para obtener la fijeza genética que perpetúa la raza.

## El presa canario y el dogo canario

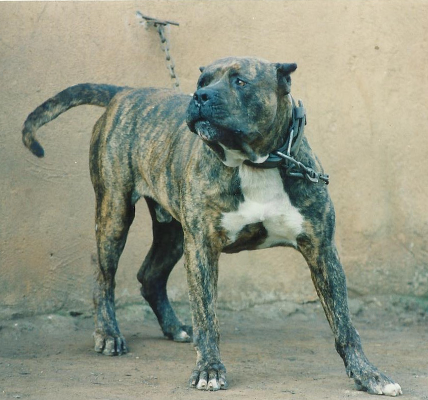
Perro de presa canario tradicional.

Muchos creadores y estudiosos, a ejemplo de Manuel Curtó Gracia, considerado el padre de la raza,[cita requerida] afirman categóricamente que el perro de presa canario y el dogo canario son dos razas separadas, con evidentes diferencias morfológicas, fenotípicas y funcionales. De hecho, las dos vertientes son seleccionadas separadamente siguiendo patrones distintos y obteniendo registros en clubes diferentes. El dogo canario es estandarizado y registrado por la FCI desde 2001, mientras que el "perro de presa canario" es estandarizado y registrado por el UKC desde 2003 con el apoyo del United Perro de Presa Canario Club de Estados Unidos. El dogo canario es clasificado como un perro moderno de show con morfología diferenciada, mientras que el perro de presa canario es clasificado como un perro de línea tradicional y funcional, no necesitando seguir necesariamente patrones impuestos por clubes en particular.

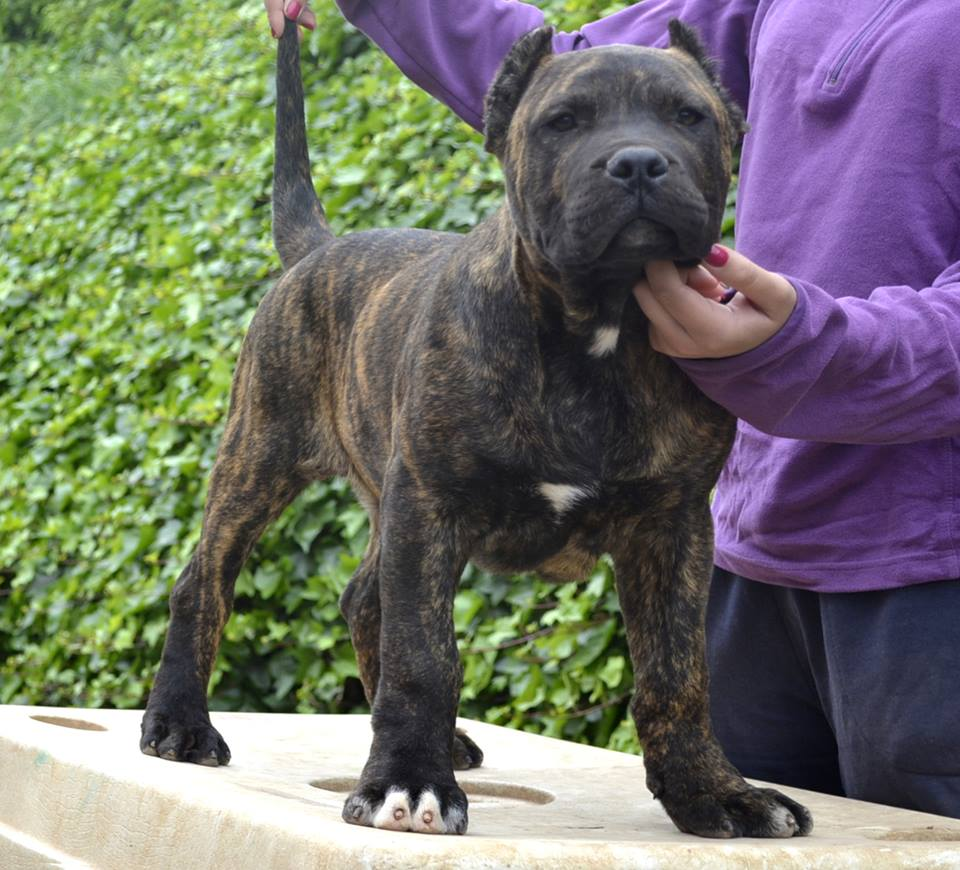
Cachorro de presa canario.

En cuanto al perro de presa canario se puede listar como características diferenciables por ejemplo, los colores de pelaje aceptados, el tamaño y la morfología de los perros. El pelaje negro es aceptado y visto como común en el presa canario, a diferencia del dogo canario que no se presenta en esta coloración. Los criadores de perro de presa canario, además del reciente estándar UKC, poseen otro patrón elaborado, este bien más antiguo y construido en acuerdo entre criadores veteranos de las Islas Canarias. En este patrón se informa, además de muchas otras características diferenciables, el peso y la altura, a saber: Altura - 61 a 66 cm a la cruz en el caso de los machos; y entre 57 y 62 cm en el caso de las hembras. Peso - promedio de 47 a 57 kg para machos; y de 40 a 50 kg para hembras. Además, la máscara negra, obligatoria en el dogo canario, en el patrón del presa es descrito que éstos generalmente la poseen, pero queda implícito que existen presas canarias sin esta característica.

## Peligrosidad
En algunos países, el presa canario está considerado como peligroso por sus características físicas.
La importación y venta de la raza está prohibida en Australia y Nueva Zelanda.

## Patrones raciales
- Estándar racial legal: Real Decreto 558/2001
- Estándar racial FCI 2023